# Ходжа, Буяр
Буяр Ходжа (алб. Bujar Hoxha, годы жизни неизвестны) — албанский шахматист.
Чемпион Албании 1951 и 1952 гг. (в 1952 г. разделил 1—2 места с Ю. Пустиной).
В составе сборной Албании участник шахматной олимпиады 1960 г. В данном соревновании выступал на 2-й доске, сыграл 16 партий, из которых 3 выиграл (у А. Бахтиара, Ж. Норадунгяна и М. Литтлтона), 8 свел вничью и 5 проиграл (О. Нейкирху, А. Матановичу, И. Алони, М. Рантанену и Ф. Пальмиотто).
В 1954 г. представлял Албанию в зональном турнире. В этом турнире он занял последнее место, набрав 2 очка из 19 возможных (ничьи с Г. Штальбергом, Эй. Педерсеном, В. Чокылтей и И. Солином).